# Sa`d ibn Abi Waqqas
Sa`d ibn Abi Waqqas (arabe : سعد بن أبي وقاص) (né entre 595 et 599 et mort entre 664 et 675) est l'un des compagnons du prophète de l'islam Mahomet. Il est né parmi les Banu Zuhrah, un clan Quraych et fut l'un des cousins de Amina bint Wahb, la mère de Mahomet. Son père était Ohayb ibn Manaf, l'oncle paternel d'Amina.
Il fut parmi les sept premiers en l'an 610 à se convertir à l'islam alors qu'il n'était âgé que de 17 ans et c'est Abou Bakr qui en fut la cause. Il fait partie des dix musulmans à qui Mahomet promit le Paradis (Jannah). Parmi les titres honorifiques que l'on lui attribuait, il n'en aimait que deux : le fait qu'il fut le premier à tirer une flèche pour la cause de Dieu et aussi parce que Mahomet lui a dit : « Tire Sa`d ! Que soient sacrifiés pour toi mon père et ma mère !». On dit que ses deux armes les plus efficaces étaient ses tirs et ses invocations. Ses tirs manquaient rarement ses cibles et ses compagnons l'expliquent par une prière que Mahomet a fait en sa faveur : « Ô Dieu ! Oriente son tir et exauce son invocation[réf. nécessaire]. » 
Il mena la bataille d'al-Qadisiyya, en tant que "Commandant des musulmans" (Ibn Khaldun, la Muqaddima, III, 30), contre l'empire sassanide en Irak sous le califat d'Omar ibn al-Khattâb et mourut entre 664 et 675 à Al-Aqiq durant le califat de Muʿawiya Ier lorsqu'il était âgé d'un peu plus de 80 ans. Il était encore riche à ce moment-là.